# فرودگاه شهری ایندیپندنس (کانزاس)
فرودگاه شهری ایندیپندنس (کانزاس) (به انگلیسی: Independence Municipal Airport (Kansas)) (به زبان بومی: Independence AAF) یک فرودگاه همگانی بهره‌برداری هوایی با کد یاتا IDP است که یک باند فرود آسفالت دارد و طول باند آن ۱۶۷۷ متر است. این فرودگاه در کشور ایالات متحده آمریکا قرار دارد و در ارتفاع ۲۵۱ متری از سطح دریا واقع شده‌است.